# Front des Gauches
Het Front des Gauches was een Franstalige linkse eenheidslijst, ontstaan uit een samenwerking van zes radicaal-linkse partijen en organisaties: de Parti Communiste, de Parti Socialiste de Lutte, het Comité pour une Autre Politique, de Ligue Communiste Révolutionnaire, de Parti Humaniste en Vélorution. De partij streed naar eigen zeggen voor sociale, ecologische en fiscale rechtvaardigheid.

## Personen
Opvallende namen bij de  federale verkiezingen van 2010 waren onder meer cineast Jan Bucquoy, opvolger voor de kieskring Brussel-Halle-Vilvoorde, en RTBF-journalist Michel Hucorne, op de Senaatslijst.

## Verkiezingen
Het Front des Gauches behaalde 28.000 stemmen, en wist daarmee 1,15% van het Franstalige kiespubliek te veroveren. 